# 稲留長蔵
稲留 長蔵（いなどめ ながくら）は、戦国時代の武将。相良氏の家臣。相良氏17代当主・相良晴広の実弟。肥後国岡本城主。

## 生涯
大永2年（1522年）、上村頼興の四男として誕生。
最初の名は上村四郎五郎頼定で、西村地頭である稲留下野守の養子となったことから稲留姓を名乗る。その後、父・上村頼興により暗殺された岡本頼春の領地を継承し、岡本城主及び地頭に任じられた。しかし、頼興の死後、兄・晴広の跡を継ぎ当主となった相良義陽に対し、弘治3年（1557年）6月、兄の上村頼孝、頼堅と共に造反する。しかし岡本城は義陽方の攻撃によって、同年8月16日（8月13日とも）に落城。長蔵は北原氏の治める飯野へと逃亡した。
その後、義陽に帰国を許され帰還し八代城に住んだ。しかし永禄10年（1567年）に義陽の命により、長蔵の宿老二人が東源兵衛、東主馬らに殺害され、長蔵自身も八代奉行の高橋駿河守、東尾張守らにより殺害された。享年46。